# چاوک کاکلی
چاوک کاکلی (نام علمی: Ochthoeca frontalis) نام یک گونه از سرده چاوک‌ها است.